# Fabio Calcaterra
Fabio Calcaterra (Magenta, 13 maggio 1965) è un allenatore di calcio, dirigente sportivo ed ex calciatore italiano, di ruolo difensore, direttore tecnico del Sedriano.

## Carriera

### Giocatore
Iniziò da bambino nella squadra del suo paese: S.S. Vela Mesero. Ed è proprio in quegli anni che è stato chiamato per un provino all'Inter.
Dopo esser cresciuto nelle giovanili nerazzurre, viene spedito in prestito per due stagioni consecutive prima al Siena e poi alla Lazio, prima di rientrare alla società meneghina dove rimane per due stagioni, fino al 1988.
Successivamente, rimanendo in Serie A passa al Cesena per tre stagioni fino alla retrocessione del club romagnolo. Si trasferisce quindi al Bari per 1,2 miliardi di lire, scendendo in Serie B anche con questa squadra. Rimasto nel campionato cadetto, nel 1993 torna al Cesena dove disputa due stagioni in Serie B, sfiorando nella prima la promozione in Serie A.
Il nuovo addio ai colori bianconeri nel 1995 col passaggio alla SPAL in Serie C1: da qui è un lungo peregrinare nei campi della Serie C: nel 1996 inizia la stagione al Gualdo, per poi passare al Forlì; nel 1997 passa al Catania e al termine della stagione rimane senza squadra.
Nel dicembre 1998 si accorda con il Cremapergo per una stagione; i due anni successivi li passa con l'Atletico Milan dove finisce la sua carriera da calciatore.

### Allenatore
Calcaterra inizia ad allenare le giovanili del Cesena, per poi entrare nella società nerazzurra dove allena diverse formazioni fino al 2007.
Successivamente nel 2009 guida gli Allievi Nazionali del Modena per una stagione.
Il 18 luglio 2010 diventa il vice di Agatino Cuttone sulla panchina del Benevento. Il 15 dicembre 2010 è sollevato dall'incarico in seguito all'esonero di Cuttone.
L'11 gennaio 2011 viene richiamato dal club, che gli affida il ruolo di responsabile dell'area tecnica del settore giovanile. La stagione seguente guida i Giovanissimi.

### Dirigente sportivo
Mentre ancora si occupa delle formazioni giovanili nerazzurre, riveste il ruolo di dirigente sportivo della squadra del suo paese natale, il Magenta. In seguito diventa direttore sportivo della A.S. Crespi Morbio, società di Milano militante in Seconda Categoria. Diventa nel 2015 responsabile tecnico dell'attività di base della Sampdoria, l'anno dopo diventa Responsabile del Settore Giovanile sampdoriano e manterrà questo ruolo fino al 2019.

## Palmarès

### Giocatore
- Campionato italiano Serie C2: 1

Siena: 1984-1985